# Raión de Voznesensk
Raión de Voznesensk (en ucraniano: Вознесенський район) es un raión o distrito de Ucrania en el óblast de Mykolaiv. La capital es la ciudad de Voznesensk.
Comprende una superficie de 6152,7 km².

## Demografía
Según estimación 2010 contaba con una población total de 33000 habitantes.

## Otros datos
El código KOATUU fue 4822000000. El código postal 56519 y el prefijo telefónico +380 5134.